# Batalha do Tenaru
A Batalha do Tenaru, também conhecida por Batalha do Rio Ilu, foi uma batalha terrestre travada em 21 de agosto de 1942 na ilha de Guadalcanal entre o Império do Japão e as forças aliadas (maioritariamente fuzileiros norte-americanos, marines no original), no âmbito da Guerra do Pacífico na Segunda Guerra Mundial.
As forças aliadas, comandadas pelo major-general Alexander Vandegrift do Corpo de Fuzileiros Navais dos Estados Unidos, repeliram com sucesso um assalto noturno às suas posições junto a Henderson Field, um aeródromo que havia sido capturado pelas forças aliadas durante os desembarques na ilha em 7 de agosto, levado a cabo por forças comandadas pelo coronel Kiyonao Ichiki do Exército Imperial Japonês, que haviam sido enviadas para Guadalcanal com a missão de recapturar Henderson Field e expulsar as forças aliadas da ilha.
A Batalha do Tenaru foi a primeira de três grandes ofensivas terrestres japonesas durante a Campanha de Guadalcanal. Após a batalha os japoneses perceberam que a força aliada na ilha era muito maior do que o que tinham estimado, e enviaram forças mais numerosas nas suas posteriores tentativas de reconquistar Henderson Field.

## Contexto histórico
Em 7 de agosto de 1942, tropas aliadas (predominantemente norte-americanas) comandadas pelo major-general Alexander Vandegrift desembarcaram nas ilhas de Tulagi, Florida e Guadalcanal, no arquipélago das Salomão, com o objetivo de impedir que os japoneses as usassem como bases militares para ameaçar as rotas de abastecimento entre os Estados Unidos e a Austrália. Os aliados pretendiam ainda usar estas ilhas como bases de apoio a uma campanha visando isolar a grande base militar japonesa em Rabaul e apoiar a Campanha da Nova Guiné. Estes desembarques iniciaram a Campanha de Guadalcanal, que se prolongaria por seis meses.

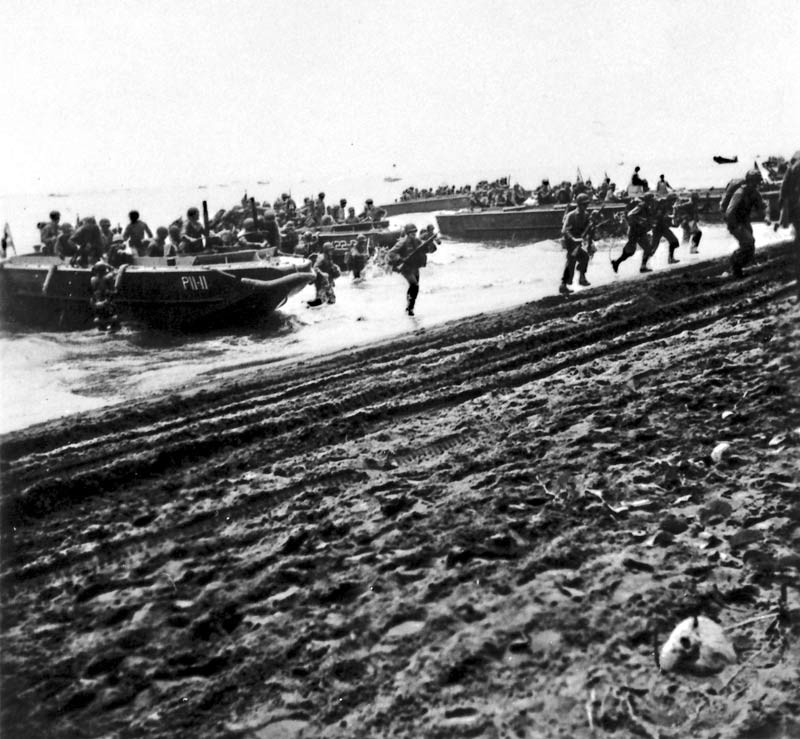
Tropas norte-americanas desembarcando em Guadalcanal, 7 de agosto de 1942

Os japoneses, que haviam ocupado as ilhas em maio, foram surpreendidos pelo desembarque das tropas aliadas, que ocuparam Tulagi e outras pequenas ilhas próximas, assim como um aeródromo em construção em Lunga Point, Guadalcanal, até ao anoitecer do dia 8 de agosto. Durante a noite, enquanto os navios de desembarque descarregavam material e equipamento para as tropas na ilha, os navios de guerra aliados que os guardavam, comandados pelo contra-almirante britânico Victor Crutchley, foram atacados de surpresa e derrotados por uma força japonesa composta por sete cruzadores e um contratorpedeiro, comandada pelo vice-almirante japonês Gunichi Mikawa. Três cruzadores norte-americanos e um australiano foram afundados, e outro cruzador norte-americano e dois contratorpedeiros foram seriamente danificados, naquela que ficou conhecida como a Batalha da Ilha Savo. Desconhecendo que Fletcher havia retirado os seus porta-aviões e temendo um ataque aéreo à sua frota ao amanhecer, Mikawa bateu em retirada após a vitória naval sem atacar os agora desprotegidos barcos de desembarque e as tropas em terra. O almirante Richmond Turner retirou a restante força naval aliada durante a tarde de 9 de agosto sem terminar o desembarque de todo o equipamento, provisões e homens, deixando as tropas de Vandegrift entregues a si mesmas. Embora a maioria das peças de artilharia tenha sido descarregada, apenas foram desembarcadas provisões para cinco dias.

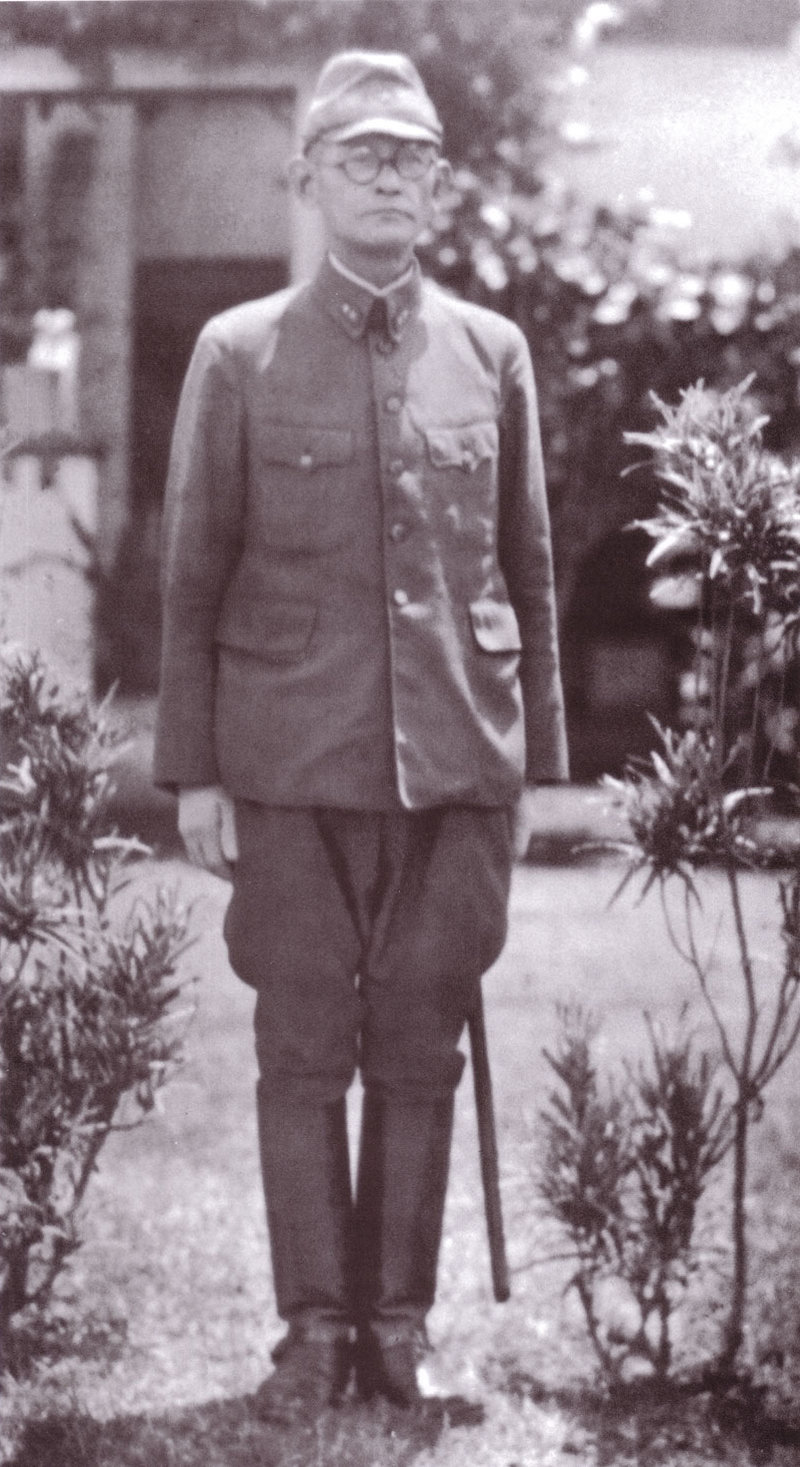
Tenente-general Harukichi Hyakutake.

Vandegrift dispôs os 11 000 homens de que dispunha num perímetro defensivo à volta do aeródromo capturado, na zona de Lunga Point. Os trabalhos de conclusão do aeródromo começaram de imediato utilizando equipamento capturado aos japoneses, e em 12 de agosto o aeródromo foi batizado de Henderson Field em homenagem ao major Lofton Henderson, o primeiro aviador da marinha norte-americana morto na Batalha de Midway. Após quatro dias de intenso esforço, todos os suprimentos foram movidos das praias para vários depósitos dentro do perímetro defensivo, e graças aos mantimentos capturados aos japoneses os fuzileiros passaram a dispor de mantimentos suficientes para catorze dias. Para conservar as suas limitadas reservas de comida, os soldados estavam limitados a duas refeições por dia.
Em resposta ao desembarque aliado, o Quartel-General Imperial japonês incumbiu o 17º Exército do Exército Imperial Japonês, baseado em Rabaul e comandado pelo tenente-general Harukichi Hyakutake, com a missão de reconquistar a ilha de Guadalcanal. Inicialmente apenas algumas das unidades deste exército estavam disponíveis para a missão, pois o grosso das suas forças encontrava-se envolvido na campanha japonesa na Nova Guiné. Dessas unidades, a 35ª Brigada de Infantaria comandada pelo major-general Kiyotake Kawaguchi estava em Palau, o 4º Regimento de Infantaria "Aoba" estava nas Filipinas e o 28º Regimento de Infantaria "Ichiki" comandado pelo coronel Kiyonao Ichiki encontrava-se no mar a caminho do Japão a partir de Guam. Todas estas unidades começaram a mover-se em direção a Guadalcanal de imediato, mas o regimento de Ichiki, mais próximo, foi o primeiro a chegar.

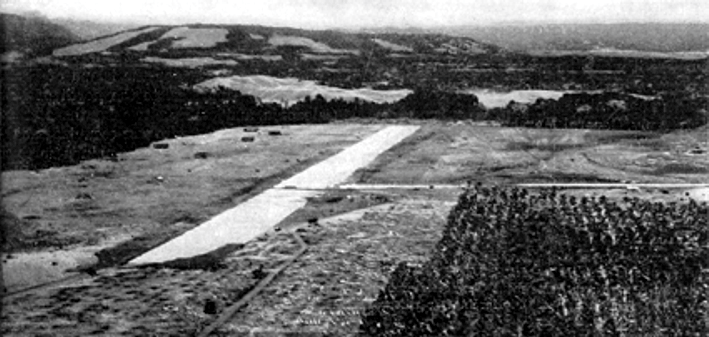
Henderson Field em 1942

Um reconhecimento aéreo levado a cabo pelos japoneses em 12 de agosto avistou poucas tropas em terra e nenhum navio de guerra nas proximidades, convencendo o Quartel-General Imperial que os aliados tinham retirado a maioria das suas tropas da ilha. Na verdade, nenhumas tropas aliadas haviam sido retiradas. Hyakutake ordenou que uma força avançada composta por 900 homens do regimento de Ichiki fosse rapidamente desembarcada em Guadalcanal para atacar de imediato as posições aliadas e reocupar o aeródromo na zona de Lunga Point, enquanto os restantes elementos do regimento seguiriam em navios de transporte mais lentos e seriam desembarcados mais tarde. Na base naval japonesa de Truk, que foi o ponto de partida para a operação de desembarque em Guadalcanal, Ichiki foi informado de que 2 000-10 000 tropas norte-americanas defendiam a cabeça de ponte em Guadalcanal e de que deveria evitar ataques frontais.

Ichiki e 916 soldados do seu regimento com mantimentos para sete dias (de um total de 2 300), designados como o "Primeiro Elemento", foram desembarcados por seis contratorpedeiros em Taivu Point, cerca de 35 km a oriente de Lunga Point, às 01h00 do dia 19 de agosto. Deixando cerca de 100 soldados em Taivu Point guardando a retaguarda, Ichiki marchou para ocidente com o resto da sua unidade e acampou antes da madrugada a cerca de 14 km do perímetro Lunga. As tropas aliadas em Lunga Point receberam inteligência indicando que tinha ocorrido um desembarque japonês e tomaram medidas para descobrir o que se estava a passar.

## Prelúdio

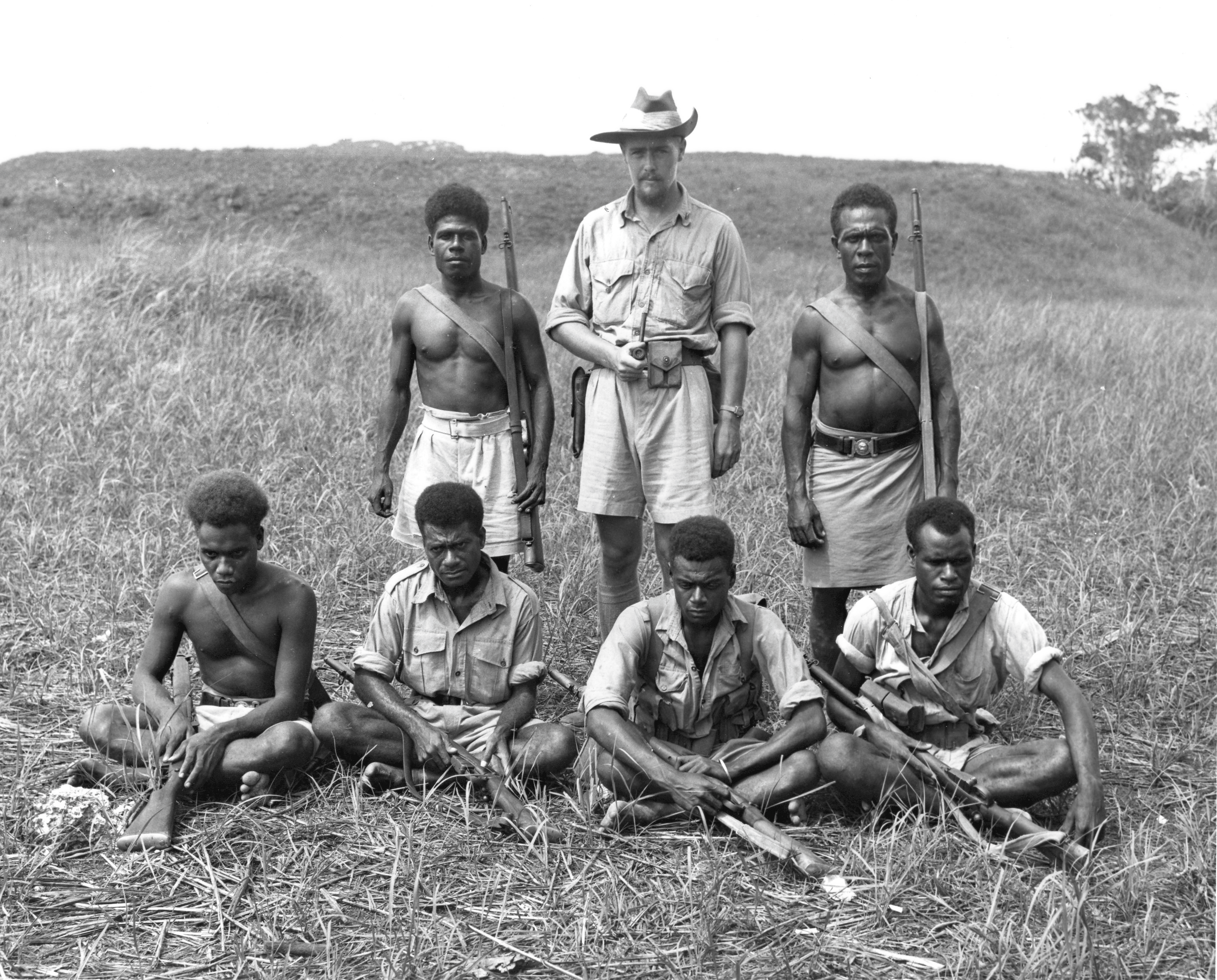
Martin Clemens (ao centro) com membros da Força de Defesa do Protetorado Britânico das Ilhas Salomão, que serviram de batedores e guias para as forças aliadas durante a Campanha de Guadalcanal.

Relatórios de patrulhas levadas a cabo por nativos das ilhas, incluindo o sargento-mor Jacob C. Vouza da Guarda Indígena, sob a direção de Martin Clemens, um vigia da costa e oficial da Força de Defesa do Protetorado Britânico das Ilhas Salomão (BSIPDF), juntamente com inteligência proveniente de outras fontes, indicavam a presença de tropas japonesas a oriente de Lunga Point. Para recolher mais informação, uma patrulha composta por 60 fuzileiros e quatro batedores nativos comandada pelo capitão Charles H. Brush marchou para oriente a partir do perímetro Lunga. Ao mesmo tempo, Ichiki enviou uma patrulha de 38 homens comandada pelo seu oficial de comunicações, o capitão Yoshimi Shibuya, para fazer o reconhecimento da disposição das tropas aliadas e estabelecer um posto de comunicações avançado. Pelas 12h00 do dia 19, a patrulha aliada avistou e emboscou a patrulha japonesa em Koli Point, abatendo todos exceto cinco dos seus elementos, que escaparam para Taivu Point. Três fuzileiros foram mortos e outros tantos feridos durante o confronto. Documentos encontrados nos corpos dos oficiais da patrulha japonesa revelaram que estes pertenciam a uma unidade muito maior e continham inteligência detalhada sobre as posições aliadas em Lunga Point. No entanto, os documentos não indicavam qual o tamanho exato da força japonesa nem se o ataque estava iminente.

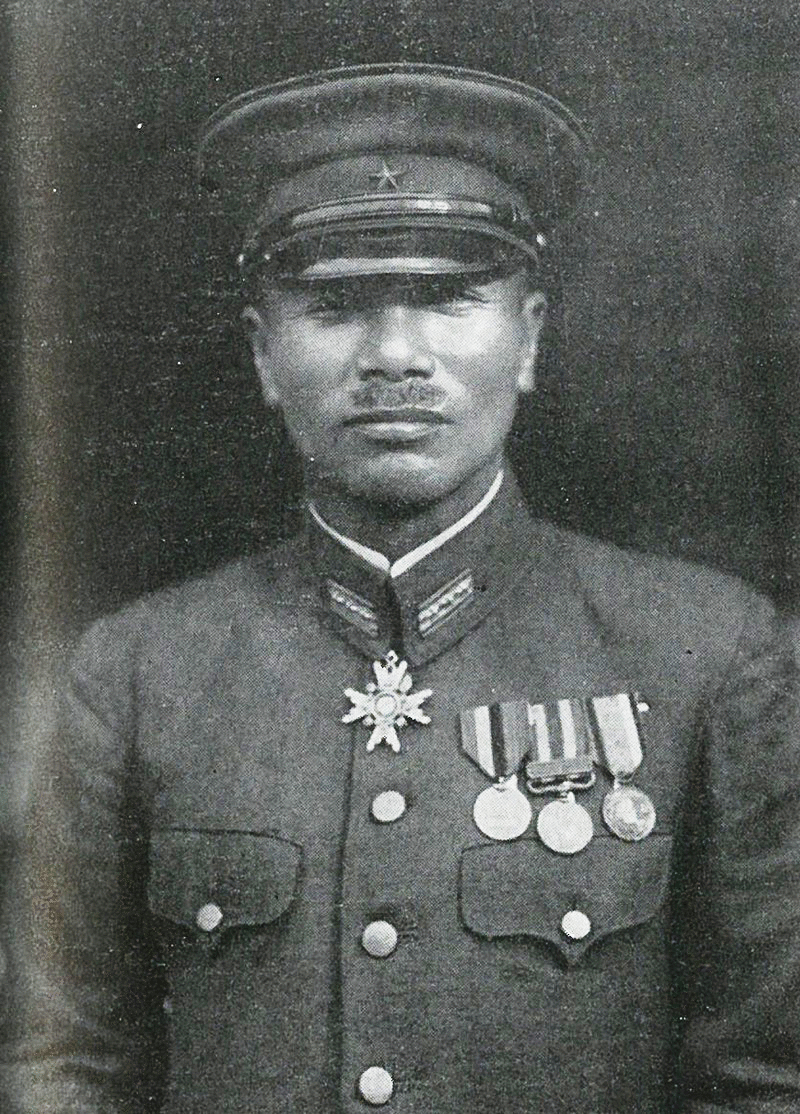
Coronel Kiyonao Ichiki.

Embora vários relatos oficiais norte-americanos apontem o rio Tenaru como a localização das defesas orientais do perímetro Lunga, o seu limite era na realidade o rio Ilu, localizado a ocidente do rio Tenaru. O rio Ilu não era um rio mas sim um esteiro separado do oceano por uma barra com cerca de 30 m de comprimento e 7-15 m de largura, incorretamente alcunhado pelos fuzileiros de Esteiro do Jacaré, visto que não existem jacarés nas ilhas Salomão, apenas crocodilos. Antecipando um ataque vindo dessa direção, Vandegrift preparou as defesas aliadas do lado oriental do perímetro Lunga. O coronel Clifton B. Cates, comandante do 1º Regimento de Fuzileiros, colocou os seus 1º e 2º batalhões na margem ocidental do esteiro, reforçados por cem homens do 1º Batalhão de Armas Especiais com duas armas antitanque de 37 mm armadas com metralha. A artilharia aliada, composta por 32 obuses de 75 e 105 mm, foi apontada para a margem oriental e para a barra do esteiro, e os observadores de artilharia foram destacados para as posições avançadas dos fuzileiros. As tropas aliadas trabalharam durante todo o dia 20 de agosto para preparar o melhor possível as suas defesas antes do anoitecer.

Após ser informado da aniquilação da sua patrulha, Ichiki enviou rapidamente uma companhia para enterrar os corpos e seguiu com o resto das suas tropas, marchando durante toda a noite do dia 19, parando finalmente a escassos quilómetros das posições aliadas às 04h30 do dia 20. Nesse local, Ichiki preparou as suas tropas para atacar as posições aliadas na noite seguinte.

## A batalha

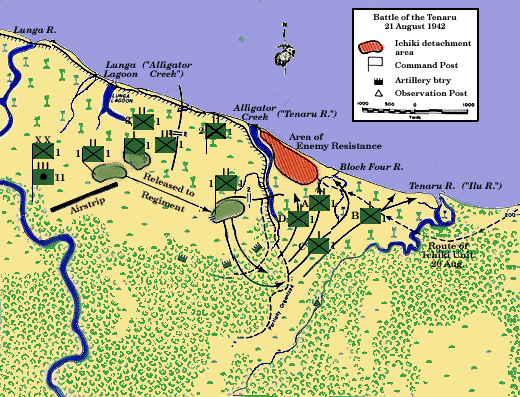
Mapa esquemático da batalha

Pouco depois da meia-noite do dia 21, as tropas de Ichiki chegaram à margem oriental do Esteiro do Jacaré e ficaram surpreendidas por encontrar as posições dos fuzileiros, pois não esperavam encontrar forças aliadas tão longe do aeródromo. Os soldados norte-americanos nos postos avançados mais próximos ouviram vozes humanas e outros ruídos antes de recuarem para a margem ocidental. Às 01h30 as tropas de Ichiki abriam fogo sobre as posições aliadas na margem ocidental do esteiro com metralhadoras e morteiros, e uma primeira vaga de cerca de cem soldados japoneses carregou em direção aos fuzileiros. O fogo dos canhões de 37 mm e das metralhadoras dos fuzileiros matou a maioria dos soldados japoneses enquanto atravessavam a barra do esteiro, mas alguns alcançaram as posições aliadas e envolveram-se em combate corpo a corpo com os defensores, capturando algumas das posições avançadas. O fogo de metralhadora e espingarda japonês proveniente da margem oriental do esteiro provocou ainda várias baixas entre os operadores das metralhadoras. Uma companhia de fuzileiros, guardada de reserva junto à linha da frente, atacou e abateu a maioria dos soldados inimigos que tinham penetrado as defesas, pondo fim ao primeiro assalto japonês cerca de uma hora após o seu início. Às 02h30 uma segunda vaga de cerca de 150-200 soldados japoneses carregou em direção aos fuzileiros e foi novamente quase totalmente aniquilada pelo fogo dos canhões e das metralhadoras. Pelo menos um dos oficiais japoneses que sobreviveram ao ataque aconselhou Ichiki a retirar as suas tropas, mas este recusou fazê-lo.
Enquanto as tropas de Ichiki se reagrupavam, as posições aliadas do lado ocidental do esteiro foram bombardeadas com fogo de morteiro. Os fuzileiros responderam com barragens de fogo de artilharia e de morteiro sobre o lado oriental do esteiro. Pelas 05h00 uma nova vaga de soldados japoneses atacou, desta vez tentando flanquear as posições aliadas, avançando pelas águas pouco profundas junto à costa e carregando pela praia em direção à margem ocidental do esteiro. Os fuzileiros responderam com fogo de artilharia e de metralhadora, causando pesadas baixas entre as tropas atacantes e obrigando-as a abandonar o ataque e a retirar novamente para a margem oriental do esteiro. Nas duas horas seguintes os dois lados trocaram fogo de fuzil, metralhadora e artilharia ao longo do esteiro.

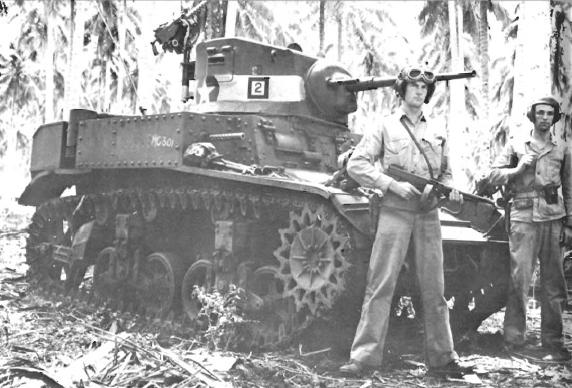
Um tanque ligeiro M3A1 Stuart em Guadalcanal, 1942.

Apesar das pesadas baixas sofridas, as tropas de Ichiki mantiveram as suas posições na margem oriental, incapazes ou sem vontade de retirar. Nessa madrugada os comandantes das tropas aliadas conferenciaram sobre a melhor forma de agir e decidiram contra-atacar as tropas japonesas. O 1º Batalhão do 1º Regimento de Fuzileiros, sob o comando do tenente-coronel Lenard B. Cresswell, atravessou o esteiro a montante da zona da batalha e envolveu as tropas de Ichiki pelo sul e pelo leste, cortando todas as vias de fuga e empurrando as tropas japonesas para uma pequena mata de coqueiros no lado oriental do esteiro. Aviões provenientes de Henderson Field atacaram os soldados japoneses que tentaram escapar pela praia e, durante a tarde, cinco tanques ligeiros aliados avançaram pela barra do esteiro e atacaram a mata de coqueiros. Os tanques varreram a zona com fogo de metralhadora e de canhão, para além de passarem por cima dos corpos dos soldados japoneses, vivos ou mortos, que se encontravam no seu caminho. Quando o ataque dos tanques terminou, Vandegrift escreveu que "a traseira dos tanques parecia um picador de carne.".

Pelas 17h00 a resistência japonesa tinha terminado. Ichiki foi morto em combate durante a fase final da batalha ou cometeu suicídio ritual pouco depois, dependendo do relato. Quando fuzileiros curiosos começaram a caminhar pelo campo de batalha, alguns soldados japoneses feridos dispararam sobre eles, matando e ferindo vários homens. Depois desses episódios, as tropas aliadas passaram a apunhalar com as suas baionetas ou a disparar sobre os corpos de todos os japoneses que encontravam, apesar de quinze soldados japoneses inconscientes terem sido capturados vivos. Cerca de trinta soldados japoneses escaparam à batalha e juntaram-se às tropas que tinham sido deixadas a guardar a retaguarda em Taivu Point.
| “                                                   | Quatro ou cinco dos mortos eram do nosso pelotão. Dois deles tinham sido cortados aos pedaços por batedores japoneses que os encontraram adormecidos na sua trincheira na margem do rio... o nosso regimento tinha morto qualquer coisa como 900 dos deles. A maioria estava amontoada em frente às trincheiras que defendiam o cordão litoral, como se não tivessem morrido individualmente mas em grupos. Caçadores de lembranças caminhavam entre eles, escolhendo o seu caminho cuidadosamente como se tivessem medo de armadilhas, enquanto pilhavam os corpos. | ” |
| — Robert Leckie, veterano da Batalha de Guadalcanal | |   |

## Desfecho

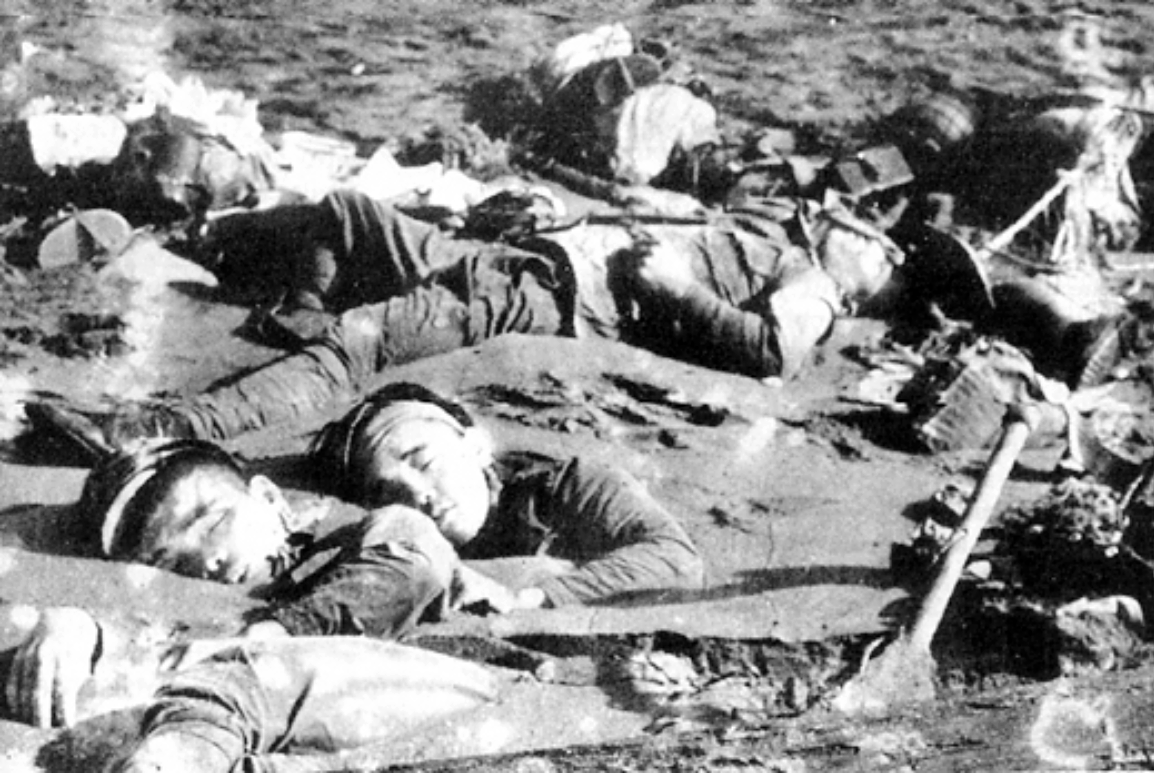
Soldados japoneses mortos na batalha, parcialmente enterrados na areia pela maré.

A vitória aliada na Batalha do Tenaru foi psicologicamente importante para ambos os lados; para os japoneses, porque estes acreditavam na sua própria invencibilidade e espírito superior, e para os aliados, pois demonstrou, após uma série de derrotas no Pacífico e na Ásia Oriental, que era possível derrotar as tropas japonesas numa batalha terrestre. A batalha também abriu outro precedente que viria a repetir-se durante o resto da guerra, que era a relutância dos soldados japoneses em se renderem e a sua determinação em continuar a matar soldados aliados, mesmo quando se encontravam moribundos no campo de batalha. Sobre este assunto, Vandegrift comentou: "Nunca tinha ouvido falar nem lido sobre este tipo de combate. Esta gente recusa render-se. Os feridos esperam até que alguém se aproxime para os examinar… e rebentam-se em pedaços juntamente com o outro tipo com uma granada de mão".
A 25 de agosto a maioria dos sobreviventes da batalha chegou a Taivu Point e comunicou ao quartel-general do 17º Exército em Rabaul que as tropas de Ichiki tinham sido aniquiladas a curta distância do aeródromo. Reagindo com descrença às notícias, os oficiais japoneses prepararam planos para enviar mais tropas para Guadalcanal e tentar novamente recapturar Henderson Field. A segunda grande ofensiva japonesa em Guadalcanal ocorreu cerca de três semanas depois na Batalha de Edson's Ridge, usando uma força muito maior do que a que tinha sido usada na Batalha do Tenaru.

## Impacto cultural
- A Batalha do Tenaru é uma peça-chave no filme biográfico sobre Albert Schmid, Pride of the Marines,[46] que foi creditado com o abate de 200 soldados japoneses durante a batalha e recebeu a Navy Cross pelas suas ações, embora tenha pago um preço elevado: Schmid perdeu a visão em um olho e ficou com muito pouca no outro devido à explosão uma granada.[46][47] * A Batalha do Tenaru é o clímax do primeiro episódio da minissérie da HBO, The Pacific, que é parcialmente baseada no livro de Robert Leckie, Helmet for My Pillow.[48]